# Vedasandur
Vedasandur è una suddivisione dell'India, classificata come town panchayat, di 10.944 abitanti, situata nel distretto di Dindigul, nello stato federato del Tamil Nadu. In base al numero di abitanti la città rientra nella classe IV (da 10.000 a 19.999 persone).

## Geografia fisica
La città è situata a 10° 31' 60 N e 77° 57' 0 E e ha un'altitudine di 218 m s.l.m..

## Società

### Evoluzione demografica
Al censimento del 2001 la popolazione di Vedasandur assommava a 10.944 persone, delle quali 5.596 maschi e 5.348 femmine. I bambini di età inferiore o uguale ai sei anni assommavano a 1.807, dei quali 1.187 maschi e 620 femmine. Infine, coloro che erano in grado di saper almeno leggere e scrivere erano 8.249, dei quali 4.527 maschi e 3.722 femmine.